# Departamento Juan Felipe Ibarra
Juan Felipe Ibarra es un departamento en la provincia de Santiago del Estero (Argentina) ubicado en el este de la misma siendo sus límites:
- Norte: departamento Moreno y Figueroa
- Sur: Departamento Taboada
- Este: las provincias de Chaco y Santa Fe
- Oeste: los departamentos de Sarmiento y Figueroa

El 30 de mayo de 1974 fue sancionada la ley provincial N° 4091 que cambió el nombre del Departamento Matará, que homenajeaba al pueblo indígena matará, por el de Departamento Juan Felipe Ibarra, para honrar al brigadier Juan Felipe Ibarra.

ARTÍCULO 1º: Desígnase con el nombre de BRIGADIER GENERAL JUAN FELIPE IBARRA al actual Departamento Matará de esta Provincia.
Ley N° 4091

Tiene 9.139 km² y según el censo del 2001 la población es de 16 937 habitantes.
La ley provincial N° 353, que fue sancionada el 11 de noviembre de 1911, dividió el territorio de la provincia en departamentos, estableciendo los siguientes límites para el entonces llamado Departamento Matará:

Se compone del actual Departamento Matará disminuido en la parte que se encuentra al Sudoeste del Río Salado.
 Todos los límites permanecen los mismos, salvo por la parte del Suroeste que será en adelante el alveo del Río Salado.
 La Capital del Departamento es Suncho Corral.

## Distritos
La ley provincial que fue sancionada el 3 de agosto de 1887 dividió el territorio del entonces Departamento Matará en tres secciones: 28 de Marzo, Matará y Figueroa, que luego dieron lugar a los departamentos General Taboada, Juan Felipe Ibarra y Figueroa, respectivamente. La Sección Matará comprendía los distritos de: Lojlo, Marcospa, Matará, Garza, Sauce Bajada, Guaype. La asignación de localidades a cada distrito fue asignada al Poder Ejecutivo.
La ley provincial N° 260, que fue sancionada el 19 de agosto de 1910, dividió el territorio del departamento entre los siguientes distritos:
- Matará
- Marcospa
- Lojlo
- Sauce Bajada
- Tobas
- San Antonio

## Economía
La economía del departamento se basa en la cría de bovinos, lanares, yeguarizos, porcinos, mulares, asnales y caprinos; además del cultivo de sorgo granífero, sorgo azul y negro, maíz, trigo, algodón, centeno, sandía.

## División política
El departamento Juan Felipe Ibarra se divide en:
- El municipio de tercera categoría de Suncho Corral
- Las comisiones municipales de Matará y Vilelas

Su cabecera es la ciudad de Suncho Corral, otras poblaciones importantes son:
- Vilelas
- Matará
- El Cuadrado

## Sismos de Santiago del Estero
El 1 de enero de 2011 (14 años), 21 de febrero y el 2 de septiembre de 2011, varias extensas áreas fueron epicentro de sismos de 7,0; 5,9; y 6,9 grados en la escala de Richter, aunque sin causar daños ni víctimas, pues se registraron a profundidades de 600 km; y los movimientos telúricos llegaron a sacudir edificios altos en varias provincias, incluyendo la ciudad de Buenos Aires.

### Sismicidad
La sismicidad del área de Santiago del Estero es frecuente y de intensidad baja, y un silencio sísmico de terremotos medios a graves cada 40 años.
El 4 de julio de 1817 (208 años), sismo de 1817 de 7,0 Richter, con máximos daños reportados al centro y norte de la provincia, donde se desplomaron casas y se produjo agrietamiento del suelo, los temblores duraron alrededor de una semana. Se estimó una intensidad de VIII grados Mercalli. Hubo licuefacción con grandes cantidades de arena en las fisuras de hasta 1 m de ancho y más de 2 m de profundidad. En algunas de las casas sobre esas fisuras, el terreno quedó cubierto de más de 1 dm de arena.
Aunque la actividad geológica ocurre desde épocas prehistóricas, el sismo del 20 de marzo de 1861 (164 años) señaló un hito importante dentro de la historia de eventos sísmicos argentinos ya que fue el más fuerte registrado y documentado en el país. A partir del mismo la política de los sucesivos gobiernos provinciales y municipales han ido extremando cuidados y restringiendo los códigos de construcción. Pero solo con el terremoto de San Juan del 15 de enero de 1944 (81 años) los Estados provinciales tomaron real estado de la gravedad sísmica de la región.